# Verrucaria degelii
Verrucaria degelii är en lavart som beskrevs av R. Sant. Verrucaria degelii ingår i släktet Verrucaria och familjen Verrucariaceae.   Inga underarter finns listade i Catalogue of Life.